# El Obeid
El Obeid (ook geschreven als Al-Ubayyid) is een stad in Soedan en is de hoofdplaats van de staat Noord-Kordofan.
El Obeid telt naar schatting 430.000 inwoners.